# Tafuna
Tafuna è un villaggio delle Samoa Americane appartenente alla contea di Tualauta del Distretto occidentale.